# Charles Keating (finances)
Charles Humphrey Keating, Jr. est un nageur, avocat, promoteur immobilier, banquier, financier et activiste américain, né le 14 décembre 1923 à Cincinnati et mort le 31 mars 2017 à Phoenix.
Il est surtout connu à titre défavorable pour son implication dans le scandale de l'épargne et des prêts de la fin des années 1980.
Dans sa famille proche, Keating a deux célèbres nageurs américains, multiples médaillés olympiques : son gendre Gary Hall Sr. et son petit-fils Gary Hall Jr..

## Biographie
Keating a été champion de natation à l'université de Cincinnati dans les années 1940. De la fin des années 1950 aux années 1970, il a été un militant anti-pornographie reconnu, fondant l'organisation Citizens for Decent Literature (en) et siégeant en tant que membre de la Commission présidentielle sur l'obscénité et la pornographie de 1969.
Dans les années 1980, Keating a dirigé l'American Continental Corporation (en) et la Lincoln Savings and Loan Association, et a profité de l'assouplissement des restrictions sur les investissements bancaires. Ses entreprises ont commencé à connaître des problèmes financiers et ont fait l'objet d'enquêtes de la part des autorités fédérales de réglementation. Ses contributions financières et ses demandes d'intervention réglementaire auprès de cinq sénateurs américains en exercice ont conduit à ce que ces législateurs soient surnommés les « Keating Five ».
Lorsque la Lincoln Savings a fait faillite en 1989, l’affaire a coûté plus de trois milliards de dollars au budget du gouvernement fédéral et environ 23 000 clients se sont retrouvés avec des obligations sans valeur. Au début des années 1990, Keating a été condamné par les tribunaux fédéraux et d'État pour de nombreux chefs d'accusation de fraude, de racket et de conspiration. Il a purgé quatre ans et demi de prison avant que ces condamnations ne soient annulées en 1996. En 1999, il a plaidé coupable à une série plus limitée de chefs d'accusation de fraude électronique et de fraude à la faillite, et a été condamné à la peine qu'il avait déjà purgée. Keating a passé ses dernières années dans des activités immobilières discrètes jusqu'à sa mort en 2014.

## Keating Five
L’expression « Keating Five » désigne cinq sénateurs américains accusés de corruption en 1989, ce qui a déclenché un scandale politique majeur dans le cadre de la crise de l'épargne et des prêts de la fin des années 1980 et du début des années 1990. Les cinq sénateurs — Alan Cranston (démocrate de Californie), Dennis DeConcini (démocrate d'Arizona), John Glenn (démocrate de l'Ohio), John McCain (républicain d'Arizona) et Donald W. Riegle, Jr. (en) (démocrate du Michigan) — ont été accusés d'être intervenus indûment en 1987 au profit de Charles H. Keating Jr., président de la Lincoln Savings and Loan Association, ce qui a fait l'objet d'une enquête réglementaire de la part du Federal Home Loan Bank Board (en) (FHLBB). Le FHLBB a par la suite renoncé à prendre des mesures contre la Lincoln Savings,,.
La Lincoln Savings and Loan s'est effondrée en 1989, coûtant 3,4 milliards de dollars au budget du gouvernement fédéral (donc aux contribuables). Quelque 23 000 détenteurs d'obligations Lincoln ont été escroqués et de nombreux investisseurs ont perdu toutes leurs économies. Les importants financements que Keating avait apportés à chacun des sénateurs, pour un total de 1,3 million de dollars, ont attiré l’attention. Après une longue enquête, le comité d'éthique du Sénat a déterminé en 1991 que Cranston, DeConcini et Riegle avaient entravé « de manière substantielle et inappropriée » l'enquête du FHLBB sur la Lincoln Savings, Cranston faisant l’objet d’une réprimande officielle. Les sénateurs Glenn et McCain ont été disculpés du chef d’avoir agi « de manière inappropriée » mais ont été critiqués pour avoir fait preuve de « mauvais jugement »,,.
Les cinq sénateurs ont achevé leur mandat. Ensuite, seuls Glenn et McCain se sont représentés : ils ont tous deux été réélus. Puis, McCain s’est présenté deux fois à la présidence des États-Unis et a même été le candidat républicain à l’élection de 2008 face à Obama. McCain est le dernier sénateur à être resté en fonction, ceci jusqu’à sa mort en août 2018,,.